# Babah Krueng (Beutong)
Babah Krueng is een bestuurslaag in het regentschap Nagan Raya van de provincie Atjeh, Indonesië. Babah Krueng telt 837 inwoners (volkstelling 2010).